# Löparö, Sibbo
Löparö är en ö i kommunen Sibbo i Finland. Den ligger i den ekonomiska regionen  Helsingfors och landskapet Nyland, i den södra delen av landet, 28 km öster om huvudstaden Helsingfors. Öns area är 4,6 kvadratkilometer.
Löparö har vägförbindelse med Spjutsund på fastlandet via Kitö i öster. I söder breder Löparöfjärden ut sig och i väster ligger Kalkbruksfjärden och Norrkullalandet. I norr ligger fastlandet på andra sidan Siverfjärden. På ön finns bland annat Löparö gård, bildad på 1650-talet.